# Un beau petit diable
Pour plus de détails, voir Fiche technique et Distribution.
Un beau petit diable (Handsome Devil) est un film irlandais réalisé par John Butler, sorti en 2016.

## Synopsis
Ned Roche raconte le moment qui l'a rendu le plus honteux. Après la mort de sa mère et le remariage de son père, il se retrouve dans un pensionnat. Alors qu'il ne s'intéresse pas au sport et qu'il aime la musique, sensible et introverti, Ned est mal vu dans un établissement où le rugby est une institution. Ses camarades l'importunent régulièrement et le traitent d'homosexuel, mais par chance, il a une chambre à lui tout seul. Lorsqu'arrive un nouveau, il est obligé de partager sa chambre avec lui, à son grand déplaisir. Le nouvel élève, Conor, est un sportif, et son très bon niveau au rugby en fait vite la coqueluche de l'équipe et de l'entraîneur, M. O'Keeffe. 
Un autre nouvel arrivant va contribuer à encore changer les choses : le nouveau professeur d'anglais, M. Sherry, enjoint à ses élèves d'exprimer ce qu'ils sont vraiment. Conor va montrer à Ned qu'il s'intéresse à la musique, et peu à peu, ils deviennent amis. M. Sherry les encourage à chanter en duo à la guitare pour une soirée de présentation au lycée des filles. Mais l'entraîneur, un homophobe virulent, voit d'un mauvais œil ce rapprochement, qui pour lui ne peut que nuire au mental de son champion. Il va tout faire pour séparer les deux amis.

## Fiche technique
- Scénario : John Butler
- Réalisation : John Butler
- Musique : John McPhillips
- Photographie : Cathal Watters
- Montage : John O'Connor
- Production : Rebecca O'Flanagan, Robert Walpole, Claire McCaughley, Sarah Gunn
- Société de production : Treasure Entertainment
- Société de distribution : Icon Film Distribution
- Langue : anglais
- Durée : 95 minutes
- Pays : Irlande
- Date de sortie : 11 septembre 2016 (TIFF), 21 avril 2017 (Irlande)

## Distribution
- Fionn O'Shea (VF : Thierry D'Armor) : Ned Roche
- Nicholas Galitzine (VF : Geoffrey Loval) : Conor Masters
- Andrew Scott : Dan Sherry
- Moe Dunford (VF : Jean Alain Velardo) : Pascal O'Keeffe
- Michael McElhatton (VF : Jean-Louis Faure) : Walter Curly
- Ruairi O'Connor (VF : Erwan Tostain) : Weasel
- Mark Lavery (VF : Jean-Cyprien Chenberg) : Wallace
- Jay Duffy : Victor
- Jamie Hallahan : Spainer
- Lauterio Zamparelli : Arthur
- Ardal O'Hanlon (VF : Xavier Béja)  : Donal Roche, le père de Ned
- Amy Huberman (VF : Elsa Davoine) : Natalie Roche, la belle-mère de Ned
- Stephen Hogan (VF : Xavier Couleau) : le père de Conor

 Source et légende : version française (VF) sur RS Doublage

## Chansons de la bande originale
- My Perfect Cousin de The Undertones
- Sucking It Out de The Shaker Hymn
- Thirteen de Big Star
- Desire As de Prefab Sprout
- Think for a Minute de The Housemartins
- It's Yours de David Kitt
- Obscurity Knocks de Trashcan Sinatras
- The Russians Are Coming de Val Bennett
- Go or Go Ahead de Rufus Wainwright